# 克莱芒·杜邦
克莱芒·杜邦（法語：Clément Dupont，1899年4月11日—1993年11月1日），法国男子橄榄球运动员。他曾代表法国参加1924年夏季奥林匹克运动会橄榄球比赛，获得一枚银牌。